# Itumbiara EC
Itumbiara EC is een Braziliaanse voetbalclub uit Itumbiara, in de deelstaat Goiás.

## Geschiedenis
De club werd in 1970 opgericht. In 1979 speelde de club in de Série A en werd daar 64ste op 94 clubs. In 2008 versloeg de club Goiás EC in de finale om het staatskampioenschap en werd zo voor het eerst kampioen.

## Erelijst
Campeonato Goiano
2008